# 大阪府立特許情報センター
大阪府立特許情報センター（おおさかふりつとっきょじょうほうセンター）は、かつて存在した大阪府の機関である。2012年以降の旧建物の後身である大阪府夕陽丘庁舎（おおさかふゆうひがおかちょうしゃ）についてもこの項で記述する。
特許などの産業財産権関係資料の収集・公開を業務とした大阪府立夕陽丘図書館（1996年3月末閉館）の特許資料部門を引き継いで、同図書館の跡地（大原社会問題研究所跡地でもある）に1996年4月に設置された。特許庁認定の知的所有権センターになっていた。
センターは2010年12月31日をもって廃止されたのち、「大阪府ものづくり支援課」に改組され、部署自体は東大阪市へ、特許室は大手前合同庁舎の1号館3階へ、発明協会は大阪大学中之島センター7階へそれぞれ移転した。建物は2012年4月以降、なにわ南府税事務所や大阪自動車税事務所などが入居する「大阪府夕陽丘庁舎」となった。

## 設立・廃止時の所在地・位置
- 大阪市天王寺区伶人町2-7
  - 北緯34度39分19秒 東経135度30分48秒 / 北緯34.65528度 東経135.51333度
  - 大阪市営地下鉄谷町線 四天王寺前夕陽ヶ丘駅 5番出入口より南へ約220m